# Wurtzbourg
Pour les articles homonymes, voir Wurtzbourg (homonymie).
Wurtzbourg ou Würzburg (orthographe allemande, courante également en français, /ˈvʏɐ̯tsbʊɐ̯k/,, ? Écouter [Fiche]) est une ville dans le Land allemand de Bavière.
La ville est la capitale du district de Basse-Franconie et le chef-lieu de l'arrondissement de Wurtzbourg. Wurtzbourg est également le centre économique, universitaire et culturel de la région de « Franconie du Main » et du vignoble de Franconie. Aujourd'hui, la ville compte environ 130 000 habitants. Wurtzbourg est située sur le Main et est le point de départ septentrional de la Route romantique. La résidence de Wurtzbourg est classée depuis 1981 sur la liste du patrimoine mondial de l'Unesco.
En 1973, elle est lauréate du prix de l'Europe.

## Géographie
Wurtzbourg se trouve en Basse-Franconie sur les deux rives du Main, dans sa vallée moyenne. La ville est entourée de vignes et dominée à l'ouest par la forteresse de Marienberg (mont Sainte-Marie). Les  grandes villes voisines sont Francfort-sur-le-Main (120 km à l'ouest), Nuremberg (110 km à l’est) et Stuttgart (150 km au sud).
Wurtzbourg est divisée en 13 secteurs urbains et 25 quartiers, dont Versbach.

## Histoire
| Appartenances historiques Duché de Franconie 906–1168 Principauté épiscopale de Wurtzbourg 1168–1803 Électorat de Bavière 1803–1805 Électorat de Wurtzbourg 1805–1806 Grand-duché de Wurtzbourg 1806–1814 Royaume de Bavière 1814–1871 Empire allemand 1871–1918 République de Weimar 1918–1933 Reich allemand 1933–1945 Allemagne occupée 1945–1949 Allemagne de l'Ouest 1949–1990 Allemagne 1990–présent |

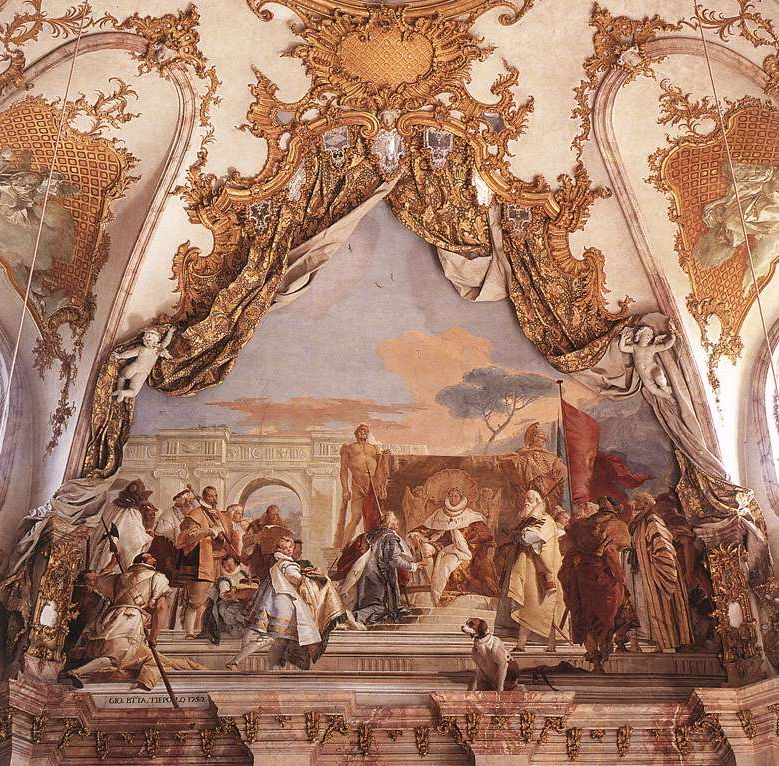
L'investiture de Herold en tant que duc de Franconie
Giambattista Tiepolo, 1751
fresque du Kaisersaal
Résidence de Würzburg.

- 704 : la ville de Wurtzbourg est mentionnée pour la première fois. Elle est évangélisée par les saints Kilian, Colman et Totnan.

- 742 : fondation de l'évêché de Wurtzbourg, fondé et attribué à Burchard par l’intermédiaire de Boniface[6].

- 1030 : l'évêque devient seigneur de la ville. Cet événement est célébré par la construction d'une nouvelle cathédrale entre 1040 et 1188.

- 1156 : mariage de Frédéric Barberousse et Béatrice Ire de Bourgogne.

- 1168 : les évêques de Wurtzbourg, qui relèvent du duché de Franconie, obtiennent l'immédiateté impériale comme seigneurs temporels de la principauté épiscopale

(Hochstift). Ils peuvent désormais s'appeler princes-évêques et utiliser le titre de « duc de Franconie ».
- En 1402, le prince-évêque Johann von Egloffstein fonde l'école supérieure de Würzburg, précurseur de l’université de Wurtzbourg.

- 1476 : hérésie de Hans Böhm, qui périt sur le bûcher.

- 1573–1617 : règne du prince-évêque Jules Echter de Mespelbrunn qui joue un rôle important dans l'histoire de la ville. Il fonde le Juliusspital, rétablit l'université (1582) et agrandit la forteresse de Marienberg en château Renaissance. Il est connu bien au-delà de Würzburg en tant que contre-réformateur et chasseur de sorcières. Lors de son règne ont lieu les procès des sorcières de Wurtzbourg, qui perdurent jusqu'en 1631. Plus de 260 personnes sont ainsi exécutées pour sorcellerie.

- 1631 : la ville est conquise par Gustave II Adolphe de Suède. De 1631 à 1634, Wurtzbourg est occupée par les Suédois. Après la guerre de Trente Ans et la paix de Westphalie en 1648, a lieu, entre autres par la création de nouvelles forteresses et portes de la ville, le développement baroque des fortifications de Wurtzbourg.

- Sous le prince-évêque Johann Philipp von Greiffenclau zu Vollraths et ses successeurs, en particulier de la famille de Schönborn, se déroulent d'importantes activités artistiques et, surtout, de construction à partir de 1699. Joseph Greissing était l'un des architectes les plus importants du monastère de Würzburg après la mort d'Antonio Petrini à cette époque. La résidence de Würzburg de l'ingénieur militaire et architecte baroque Balthasar Neumann, dont la construction commence en 1720 et s'achève en 1744, contribue à façonner le paysage urbain.

- 3 septembre 1796 : bataille de Wurtzbourg : défaite française, victoire autrichienne.

- De 1802 à 1814, les citoyens de Wurtzbourg changent quatre fois de nationalité après la dissolution de la principauté épiscopale. Ils deviennent d'abord citoyens du Hochstift de Würzburg, puis à partir du 22 novembre 1802, citoyens de l'électorat palatinat de Bavière, en 1806, du Royaume de Bavière, à partir de septembre 1806 du grand-duché de Wurtzbourg et à partir de juin 1814 à nouveau du Royaume de Bavière et depuis lors bavarois. La ville est alors siège de circonscription administrative et de district.

- De 1816 jusqu'à sa prise de fonction en 1825, le prince héritier Louis réside principalement à Würzburg, son fils Luitpold, qui deviendra plus tard le prince régent, est né à la résidence en 1821.

- 1817 : Wurtzbourg devient chef-lieu de la Basse-Franconie.

- 1895 : Wilhelm Conrad Röntgen découvre les rayons X.

- 1914-1918 : au cours de la Première Guerre mondiale, un camp principal de prisonniers y est établi.

- 16 mars 1945 : la ville est sévèrement bombardée par la Royal Air Force. En vingt minutes, 5 000 personnes sont tuées et plus de 90 % des bâtiments du centre-ville sont détruits.

- 1967 : fin de la reconstruction de la vieille ville.

- 2004 : la ville célèbre ses treize siècles d'existence.

- 2006 : la ville sert de camp de base à l'équipe du Ghana de football, pour la Coupe du monde de football 2006.

- 2016 : attentat de Wurtzbourg : cette attaque à la hachette perpétrée par un jeune homme présenté comme un réfugié afghan mais probablement pakistanais âgé de 17 ans dans un train régional allemand, est le premier attentat en Allemagne revendiqué par l'État islamique.

- 2021 : Trois personnes sont tuées et cinq autres grièvement blessées lors d’une agression au couteau. L'agresseur présumé serait un Somalien de 24 ans, arrivé en 2015 dans la ville, dont la demande d’asile avait été rejetée, mais qui n’avait pas été expulsé[7]. L'auteur a qualifié son attaque de djihad. Il est également connu pour avoir des antécédents psychiatriques[8].

## Lieux et monuments

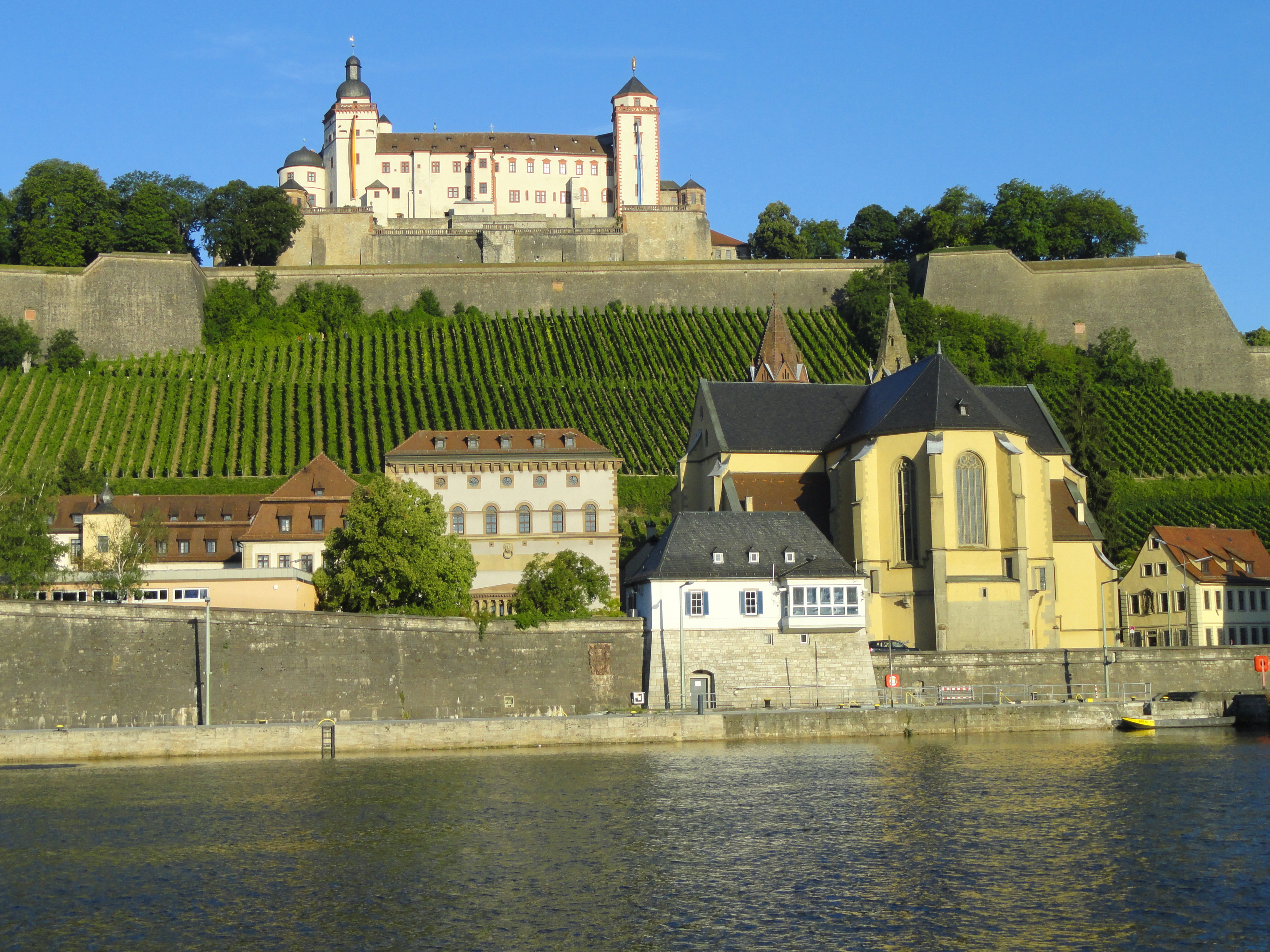
La forteresse de Marienberg et l’église Saint Burkart.

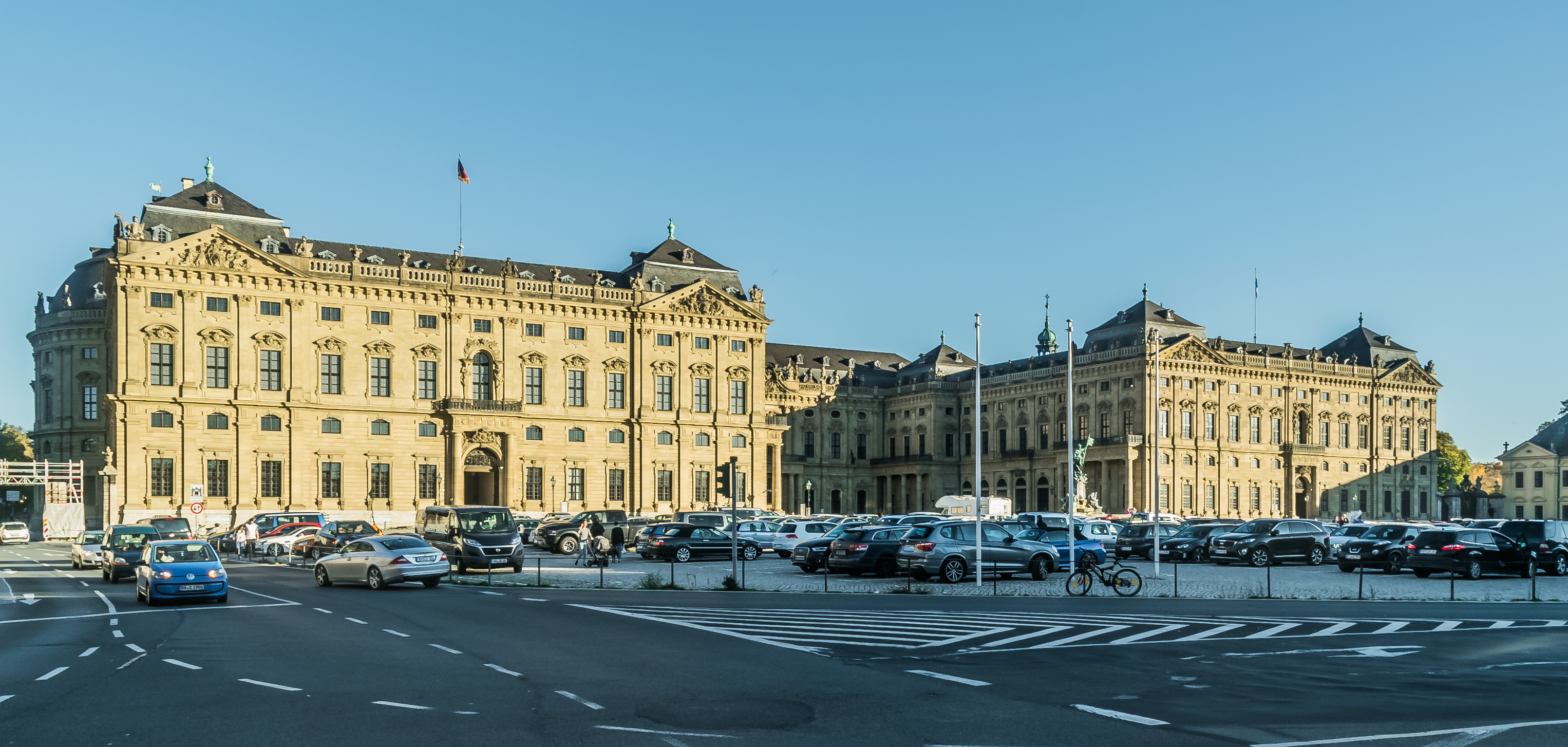
La Résidence.

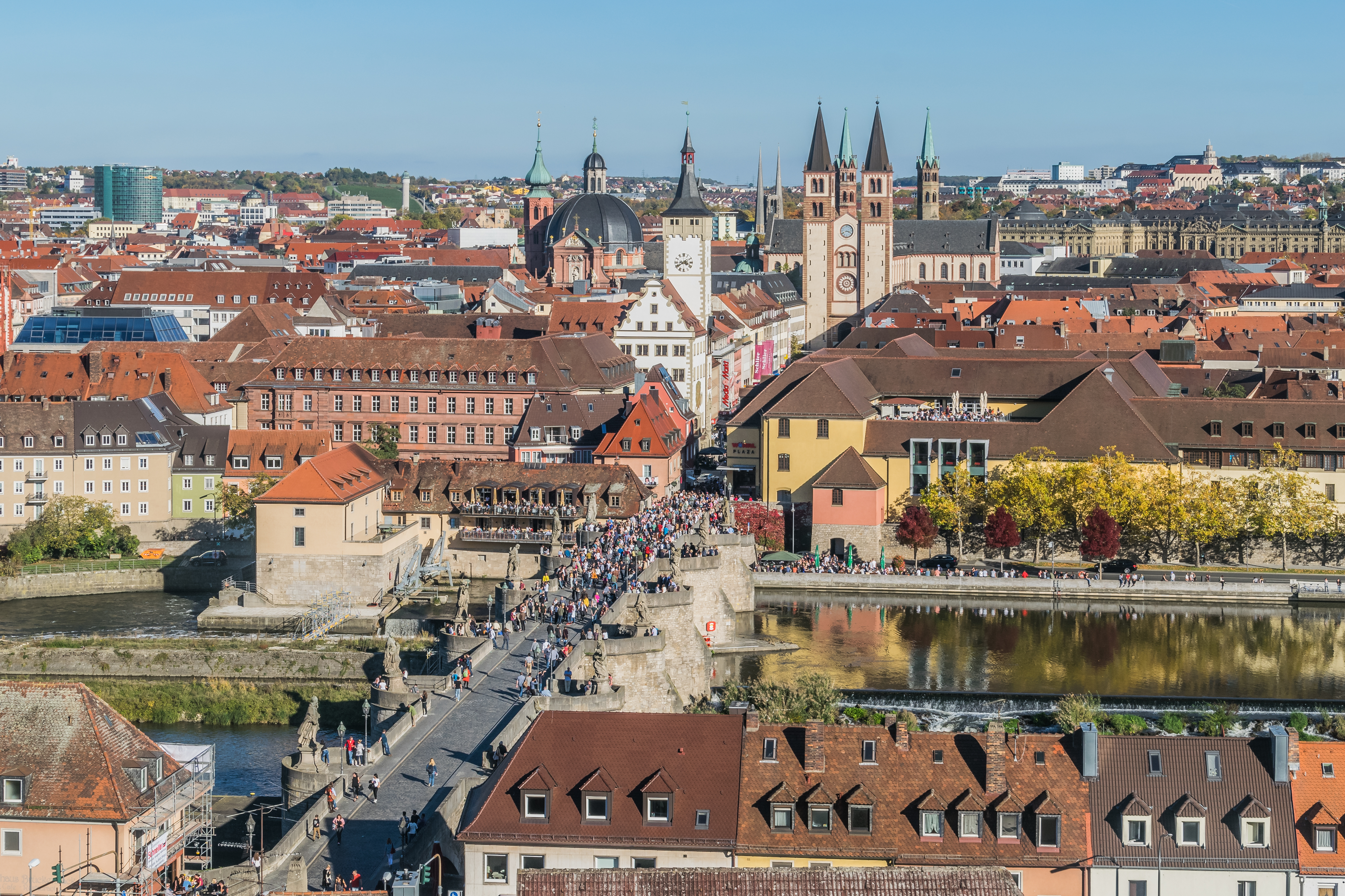
Le vieux pont de Wurtzbourg sur le Main en 2017.

- La Résidence : Johann Philipp Franz von Schönborn, prince épris de magnificence, fait construire la Résidence à partir de 1720. C'est une des réalisations architecturales de l'Allemagne baroque. La collaboration des grands artistes européens de l'époque, placés sous la direction de l'architecte Johann Balthasar Neumann, donna naissance au « Würzburger Rokoko », une variante exubérante du style rococo européen. La décoration intérieure fut réalisée en grande partie sous Charles Philippe de Greiffenclau, avec notamment Jean Baptiste Tiépolo. Le palais devint la résidence des princes-évêques, en remplacement de l'ancienne forteresse de Marienberg. Elle accueille de nos jours les archives d'État de Wurtzbourg.
- La Hofkirche (église de cour) : la chapelle de la résidence ou Hofkirche constitue un exemple d'art baroque religieux du XVIIIe siècle. Elle met en valeur le travail de Balthasar Neumann qui conçut ici une structure extrêmement complexe à cinq coupoles ovales. Les courbes des lignes de force qui soutiennent la voûte, comme celles qui guident a balustrade surplombant le maître-autel, présentent une structure complexe. Les différentes variétés de marbre, les dorures d'abord discrètes au premier niveau puis omniprésentes au plafond, les couleurs chaudes des fresques de Johann Rudolf Byss, peintre de la cour, s'allient pour donner une composition de couleurs riche en contrastes. Au-dessus des autels latéraux, on peut voir deux tableaux de Jean Baptiste Tiépolo : l'Assomption et la Chute des anges. La décoration est due à plusieurs artistes de renom : Luc de Hildebrandt, Antonio Giuseppe Bossi (stucage et figures en stuc), Jean Baptiste Tiépolo.
- La forteresse de Marienberg (Mont Sainte-Marie) : la construction du château-fort débute en 1201 sur un site occupé depuis l'âge de fer, une position dominante sur la rive gauche du Main. La forteresse devient la résidence des princes-évêques de 1253 à 1719. Elle est transformée aux XVIe – XVIIe siècles.
- L'Alte Mainbrücke : le vieux pont sur le Main est un des monuments-symboles de Wurtzbourg. Le pont a été construit en 1473, après un premier pont de style roman en 1133. Depuis 1730, il est orné de statues de saints et de personnages importants. Il rappelle fortement le pont Charles de Prague.
- L'Hôtel de Ville : le « Rathaus » est un bâtiment formé d'édifices distincts. À l'origine siège d'un administrateur de l'évêque, le bâtiment, construit au XIIIe siècle, devint hôtel de ville en 1316. La tour du comte Eckard est d'origine romane mais remaniée au XVe siècle. Le «Boter Bau» (maison rouge) lui fut adjointe en 1659. Le couvent des Carmélites bâti en 1712 mais très restauré au XIXe siècle fut rattaché à l'hôtel de ville à cette époque.
- La cathédrale : la cathédrale est un chef-d'œuvre de l'architecture allemande des XIe et XIIe siècles. C'est le quatrième sanctuaire roman d'Allemagne par ses dimensions. Commencée vers 1040, sa construction s'acheva en 1187. Au début du XVIIIe siècle, l'intérieur fut richement décoré de stucs. L'ensemble, très éprouvé pendant la Seconde Guerre mondiale, a été restauré en 1945. L'intérieur porte la marque de plusieurs styles, du roman à l'époque contemporaine. On peut citer en particulier les sculptures de Tilman Riemenschneider dans le côté droit du transept et la superbe chaire sculptée par Michael Kern (1609).
- La collégiale de Neumünster, fondée au XIe siècle, fut rebâtie au début du XIIe siècle dans un style de transition romano-gothique. Au début du XVIIIe siècle, l'église fut entièrement remaniée dans le goût baroque. On attribue cette réalisation à Johann Dientzenhofer. La beauté de l'édifice réside surtout dans sa façade de grès rouge dotée d'un portail auquel monte un escalier à double volée.
- La chapelle Sainte-Marie : cette pseudo-basilique gothique fut édifiée entre 1377 et 1479 à l'emplacement de l'ancien quartier juif détruit après une épidémie de peste. Elle a conservé un portail et une tour d'origine. On y trouve des œuvres de Tilman Riemenschneider.
- Le Käppele (la Chapellette) : située au sommet d'un chemin de croix bordée de statues de Johann Peter Wagner (1767), la Käppele est une petite église de pèlerinage rococo, aux coupoles en bulbes. Balthasar Neumann en dessina les plans. Les fresques qui décorent la chapelle centrale sont de Matthäus Günther (de), les stucs de Joseph Anton Feuchtmayer.
- La Maison du Faucon : cette maison près de l'église Sainte-Marie montre une façade rococo restaurée. L'édifice abrite l'office de tourisme de la ville.
- Saint-Jean im Haug : construction de l'architecte italien Antonio Petrini, cette collégiale fut le premier monument baroque érigé en Franconie (1670). Deux tours flanquent sa haute façade. Une Crucifixion par le Tintoret (1583) surmonte le maître autel.
- Le Juliusspital : cet hôpital fut fondé en 1576 par le prince-évêque Julius Echter von Mespelbrunn « pour les indigents et les malades ». Il est encore en activité. Les bâtiments actuels (XVIIe siècle) ont été largement restaurés après la guerre. Aujourd'hui encore, l'hôpital tire ses ressource d'une centaine d'hectares de vignobles qu'il possède depuis le XVIe siècle.
- Le Buergerspital : c'est un hôpital pour les vieux, fondé par des riches bourgeois. Il possède aussi des vignobles. Dans le bâtiment il y a un bistro, où l'on peut déguster et boire les vins, par exemple du « Würzburger Stein ». Cour intérieure avec des arcades.
- Staatlicher Hofkeller : C'est un domaine vinicole qui a ses caves sous la place pavée de la Résidence de Wurtzbourg. Elle date de la sécularisation des propriétés des princes-évêques en 1802.
- Alter Kranen ou « vieille grue » est établie sur la rive droite du Main devant un ancien fort construit par Franz Ignaz Michael Neumann, le fils de Balthasar.
- Réserve biologique de Waldkugel et jardin botanique de l'université de Wurtzbourg.
- Neuf immeubles d'habitation du quartier de Steinbachtal ont été construits en 1896-1899 dans le style de l'historicisme : Leistenstraße 1–9 et Leistenstraße 2–8.
- Le bâtiment Keesburgstraße 29/29a est un immeuble d'habitation dans le quartier de Frauenland. Le bâtiment conçu par l'architecte Peter Feile (de) dans le style de la Nouvelle Objectivité est construit en 1928.

### Galerie

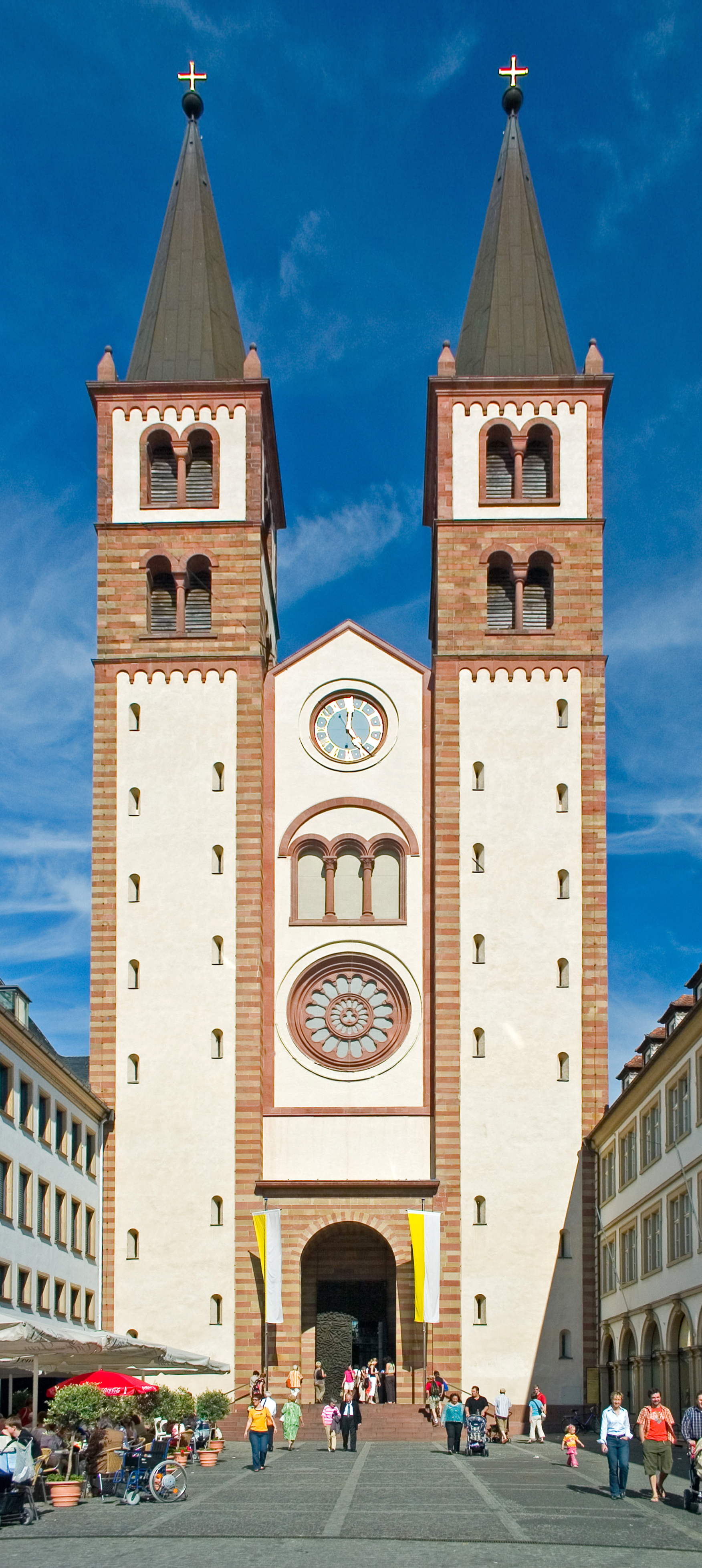
La cathédrale.
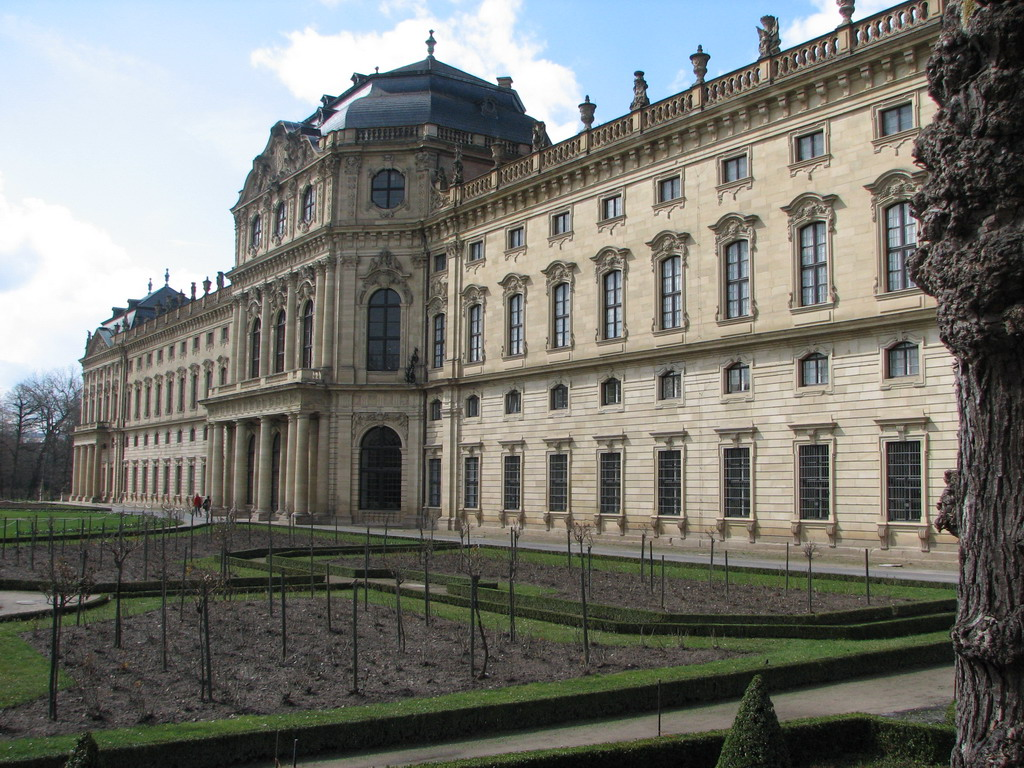
La Résidence vue des jardins.
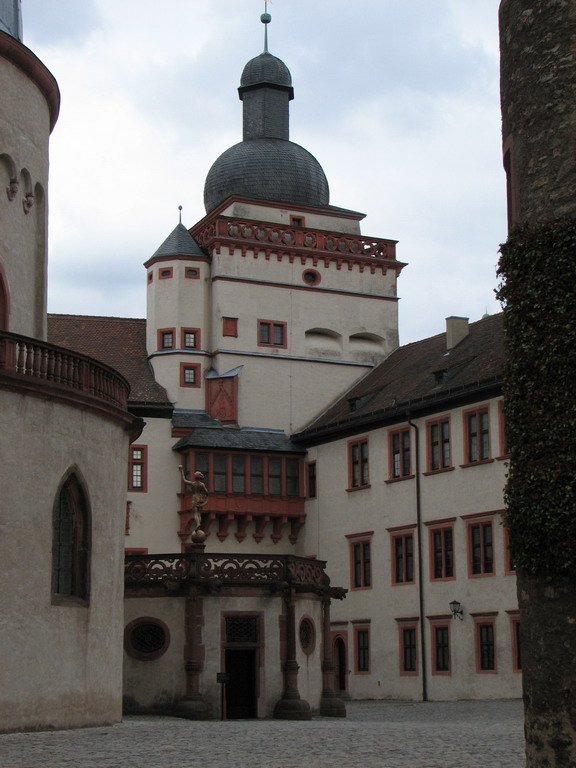
Cour intérieure de la forteresse de Marienberg.
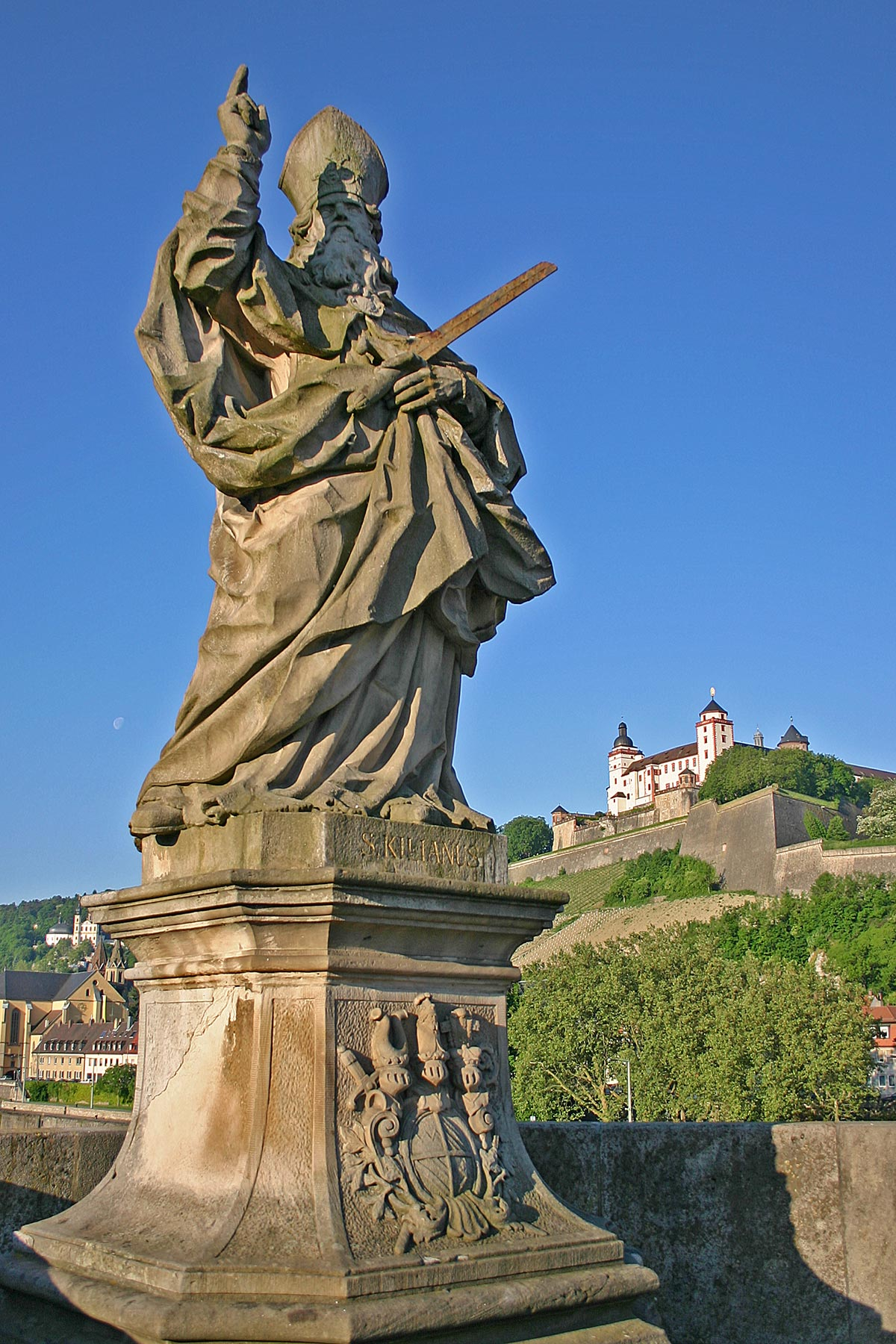
Saint Kilian sur le Vieux pont.
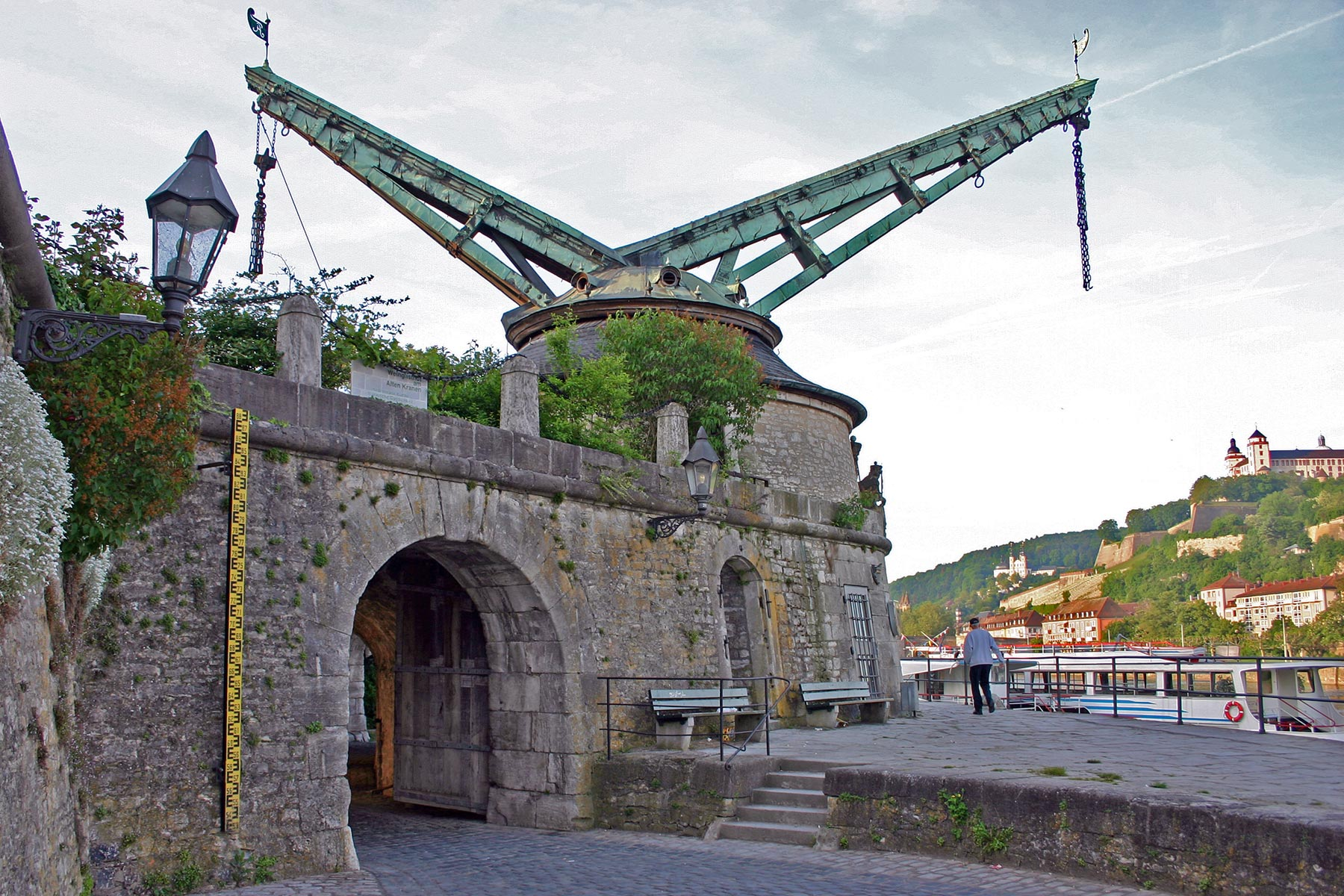
Grues anciennes.
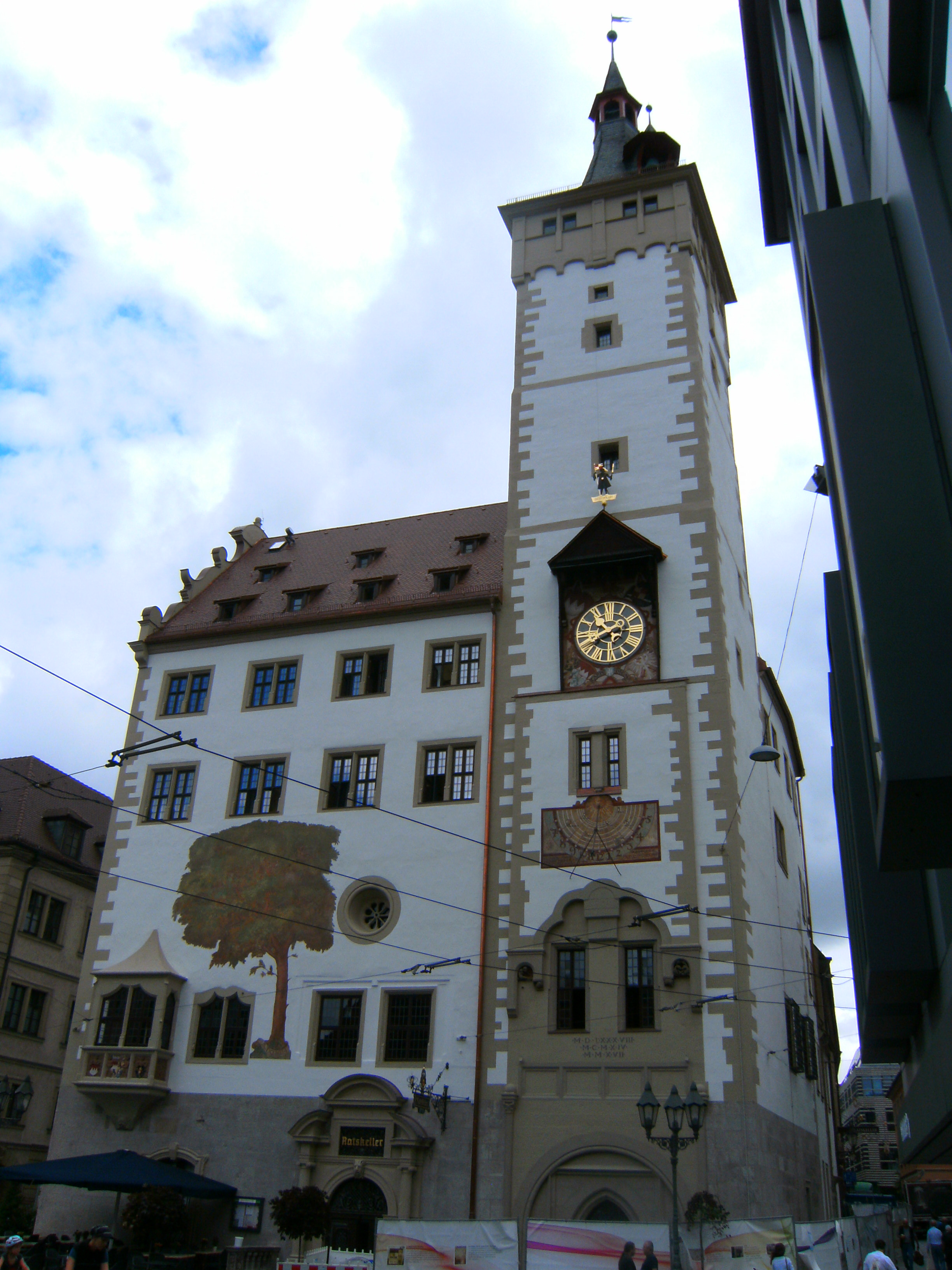
Hôtel de ville.
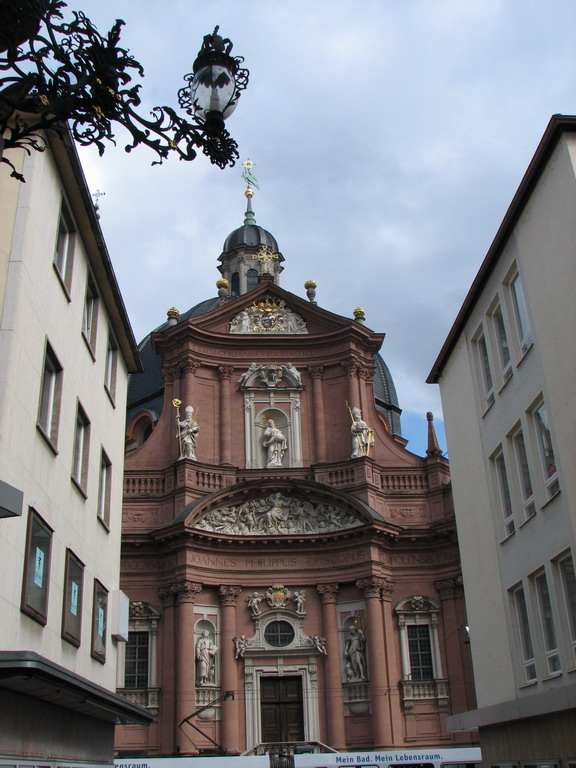
Neumünster.
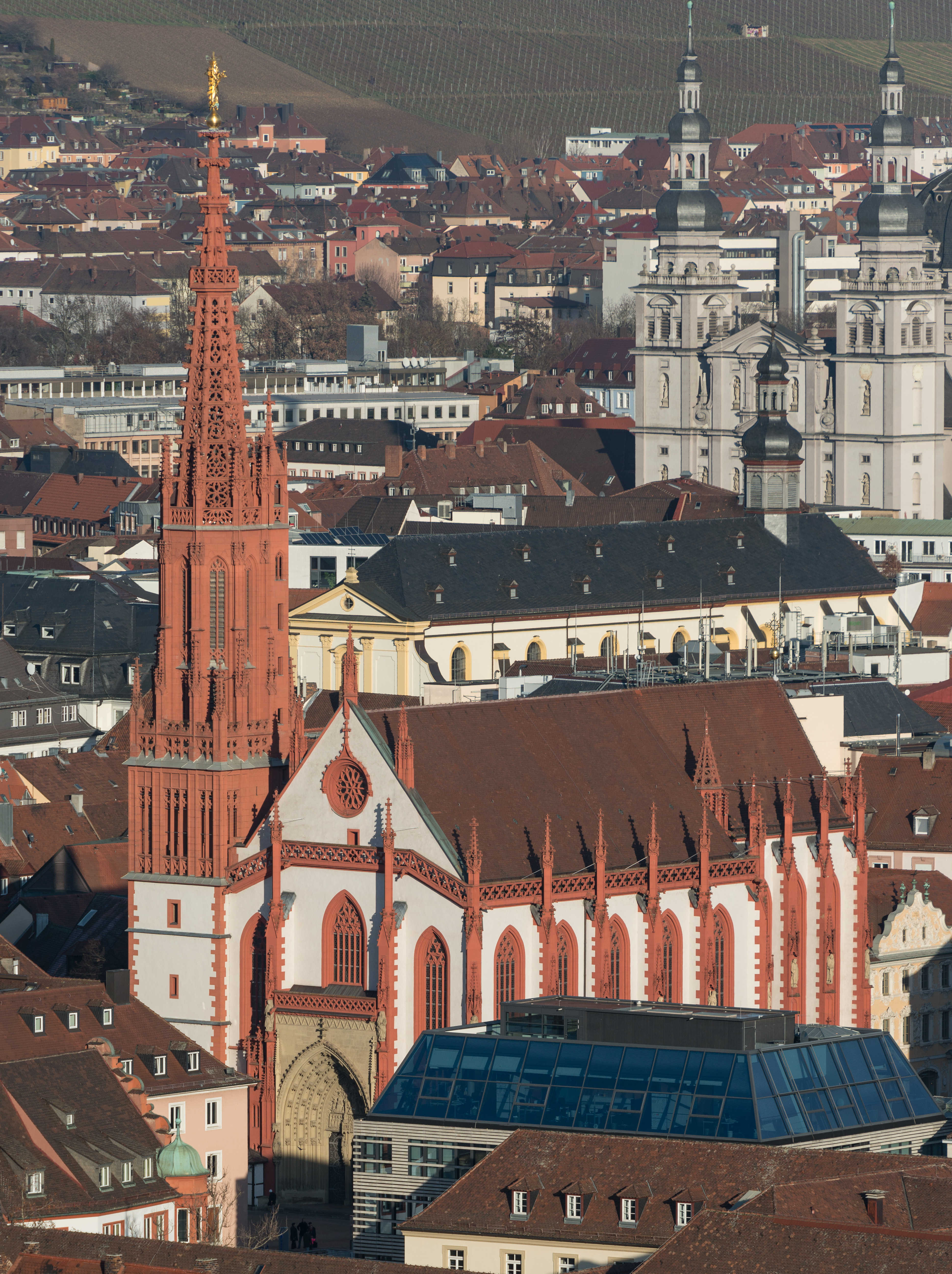
Église Sainte-Marie.
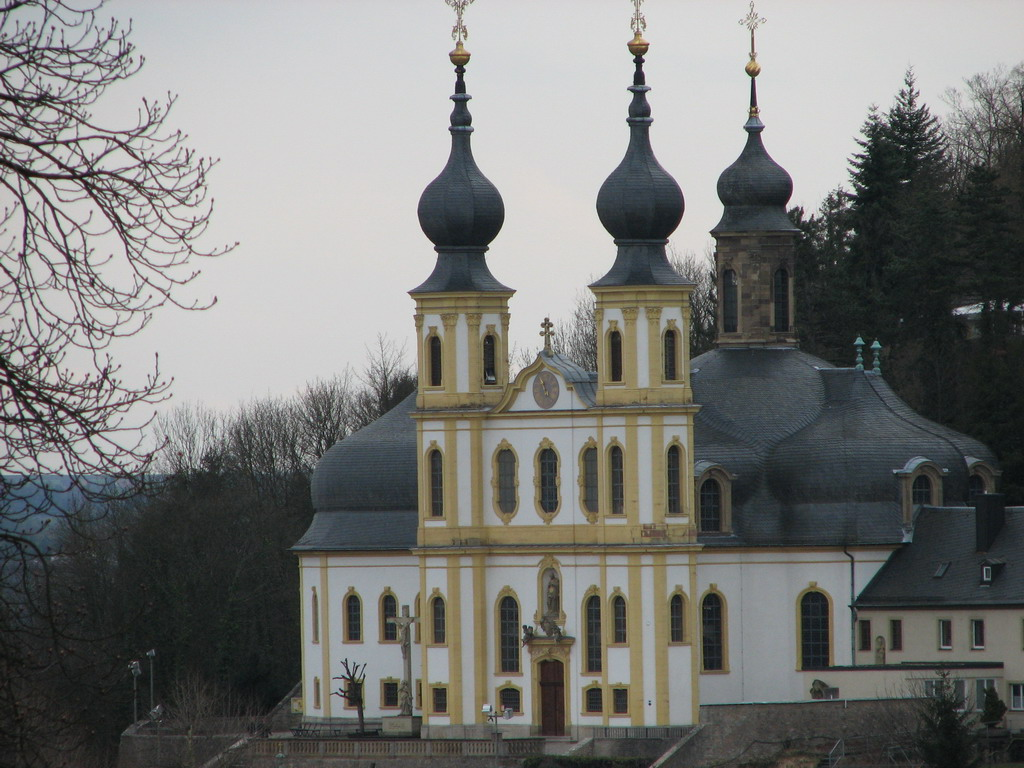
Le « Käppele », église des pèlerins.
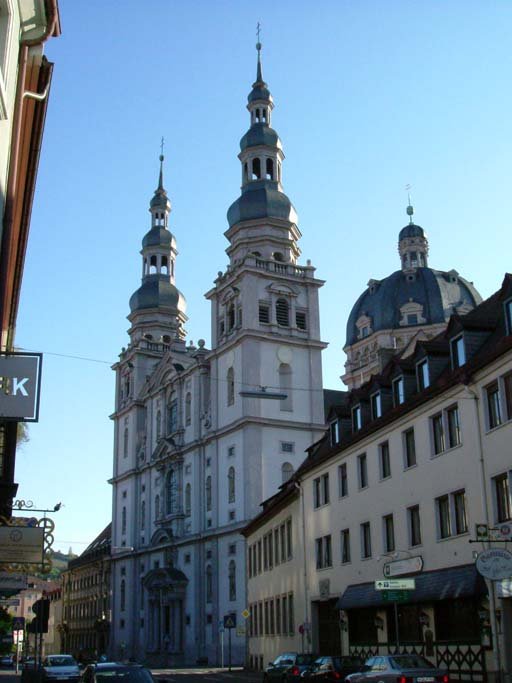
Stift Haug.
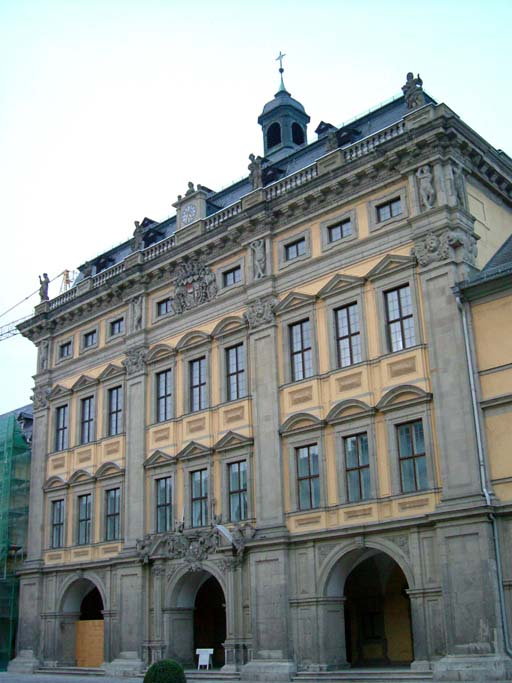
Le Juliusspital.
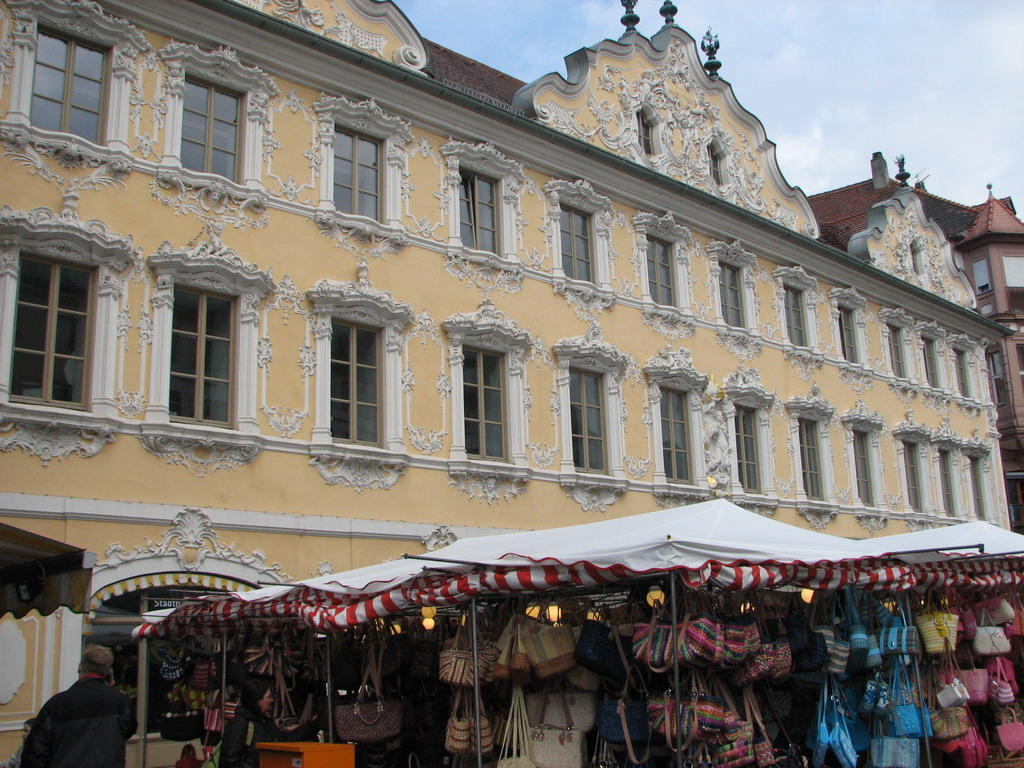
La Maison du Faucon.
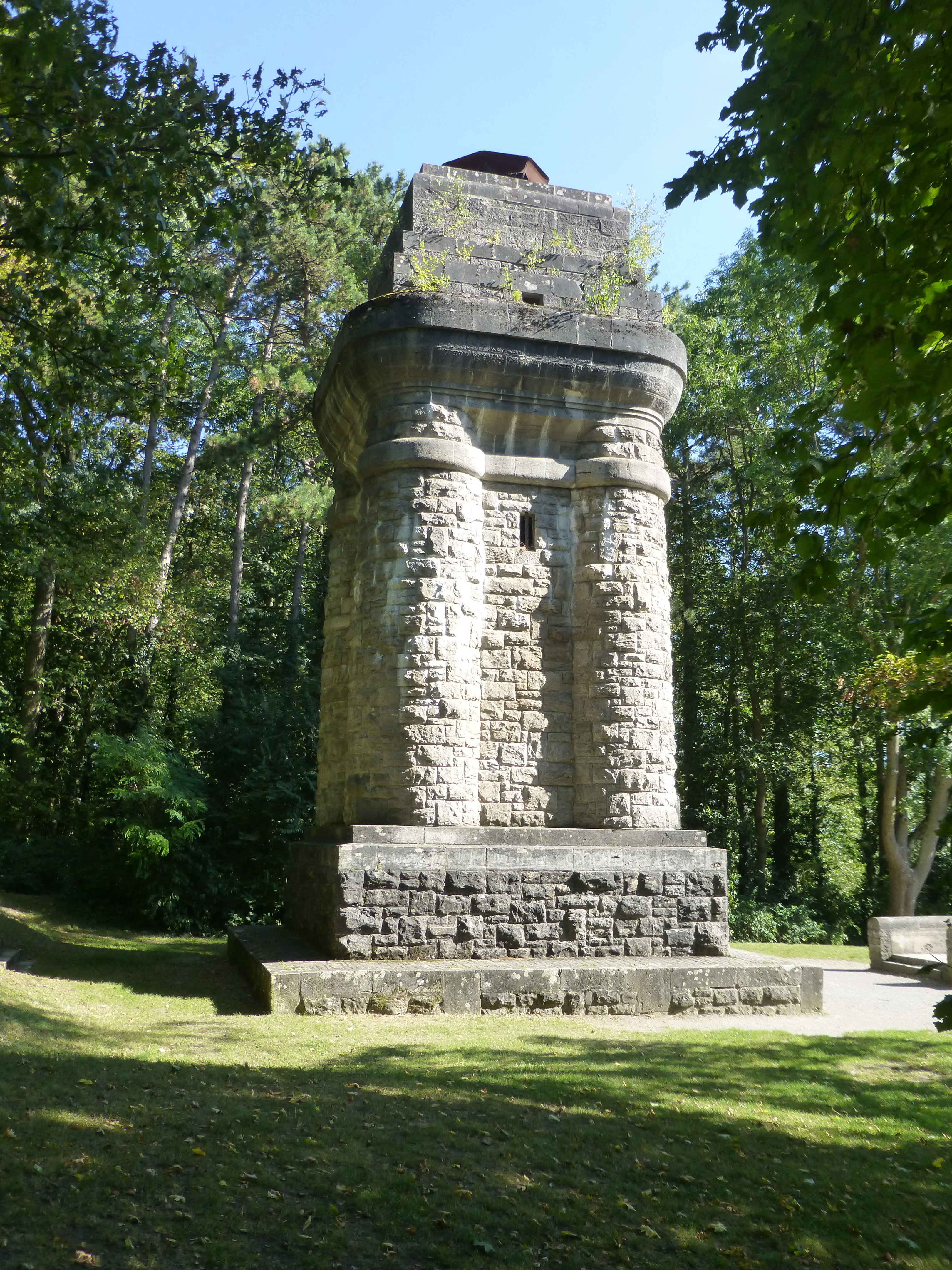
La Tour Bismarck.
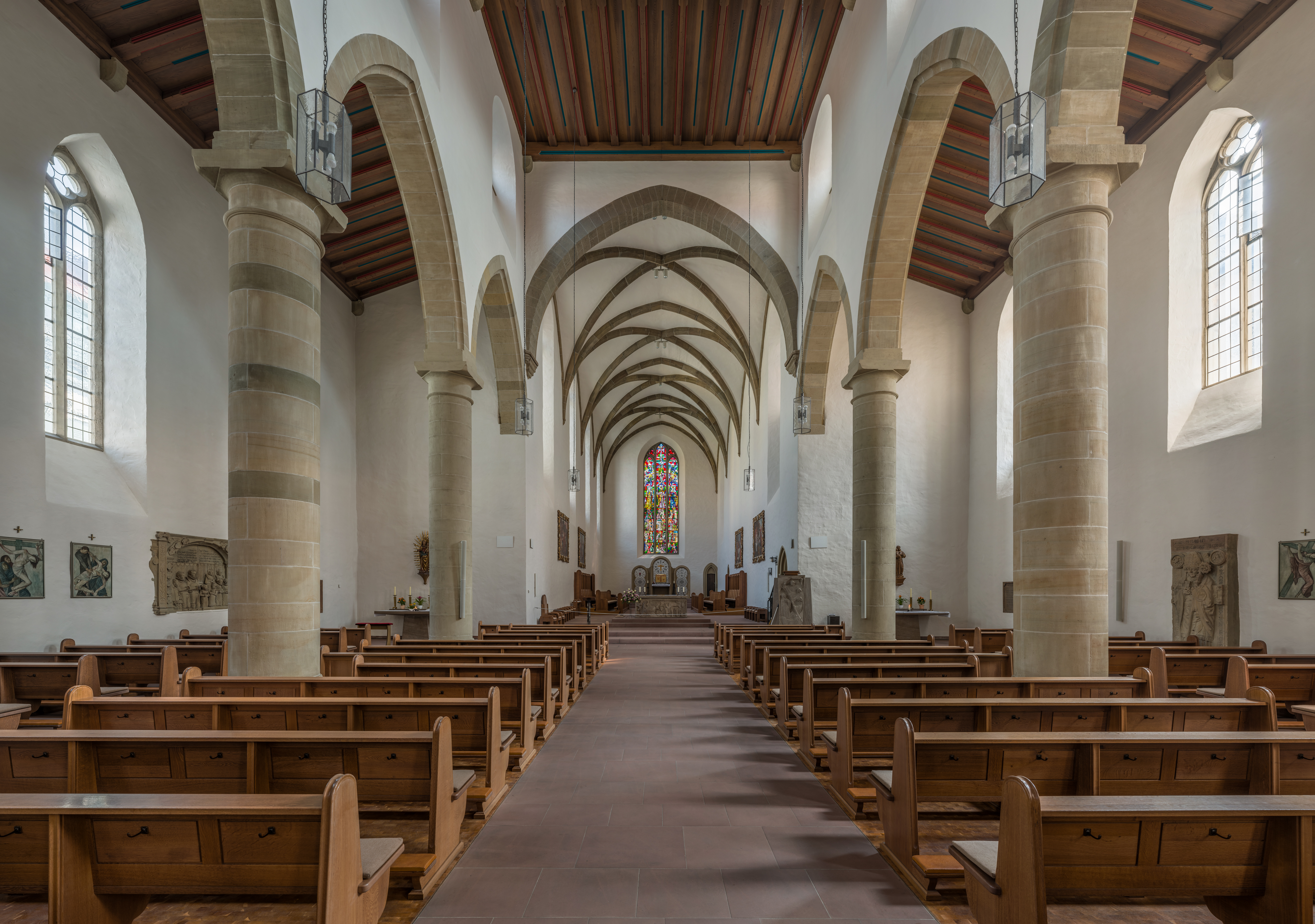
Chœur de l'Église des Franciscains.
Plafond de l'église Le « Käppele ».

### Climat
| Mois                              | jan. | fév. | mars | avril | mai  | juin | jui. | août | sep. | oct. | nov. | déc. | année |
| --------------------------------- | ---- | ---- | ---- | ----- | ---- | ---- | ---- | ---- | ---- | ---- | ---- | ---- | ----- |
| Température minimale moyenne (°C) | −2   | −1,7 | 1,5  | 4,5   | 8,8  | 11,9 | 13,8 | 13,5 | 10   | 6,1  | 2,1  | −0,6 | 5,7   |
| Température moyenne (°C)          | 0,6  | 1,6  | 5,8  | 9,6   | 14,2 | 17,2 | 19,3 | 19,1 | 15,1 | 10,1 | 4,9  | 1,8  | 9,9   |
| Température maximale moyenne (°C) | 3,2  | 5    | 10   | 14,8  | 19,6 | 22,5 | 24,8 | 24,7 | 20,1 | 14,1 | 7,6  | 4,2  | 14,2  |
| Précipitations (mm)               | 42,4 | 35,9 | 42,8 | 37,6  | 59,7 | 56,5 | 64,7 | 54,3 | 48,6 | 48,6 | 46,3 | 52,9 | 590,3 |

## Transports

### Réseau routier
|  | Frontière néerlandaise – Ruhr – Francfort-sur-le-Main – Wurtzbourg – Nuremberg – Ratisbonne – Passau - Frontière autrichienne         |
|  | Frontière danoise – Hambourg – Hanovre – Cassel – Wurtzbourg – Ulm – Füssen - Frontière autrichienne                                  |
|  | Wurtzbourg – Heilbronn – Stuttgart – Singen                                                                                           |
|  | Frontière néerlandaise – Ruhr – Francfort-sur-le-Main – Wurtzbourg – Nuremberg – Ratisbonne – Frontière autrichienne                  |
|  | Wurtzbourg – Ansbach – Eichstätt – Ingolstadt – Unterschleißheim – Munich – Bad Tölz – Sylvensteinstausee                             |
|  | Eisenach – Meiningen – Werneck – Wurtzbourg – Ulm – Oberstdorf – Frontière autrichienne                                               |
|  | Wurtzbourg (Mainfrankenpark) – Bamberg – Bayreuth – Weiden in der Oberpfalz – Cham                                                    |
|  | Blankenburg (Harz) – Göttingen – Fulda – Wurtzbourg – Ludwigsbourg – Stuttgart – Tübingen – Villingen-Schwenningen – Frontière suisse |

### Réseau ferroviaire
| Ligne  | |
| ------ | --- |
| ICE 25 | Hambourg - Hanovre – Cassel – Wurtzbourg – Augsbourg – Munich                                                                        |
| ICE 31 | Kiel – Hambourg – Dortmund – Düsseldorf – Cologne – Coblence – Francfort-sur-le-Main – Wurtzbourg – Nuremberg – Munich               |
| ICE 41 | Oberhausen - Essen – Düsseldorf – Köln Messe/Deutz – Aéroport de Francfort – Francfort-sur-le-Main – Wurtzbourg – Nuremberg – Munich |

### Transport urbain

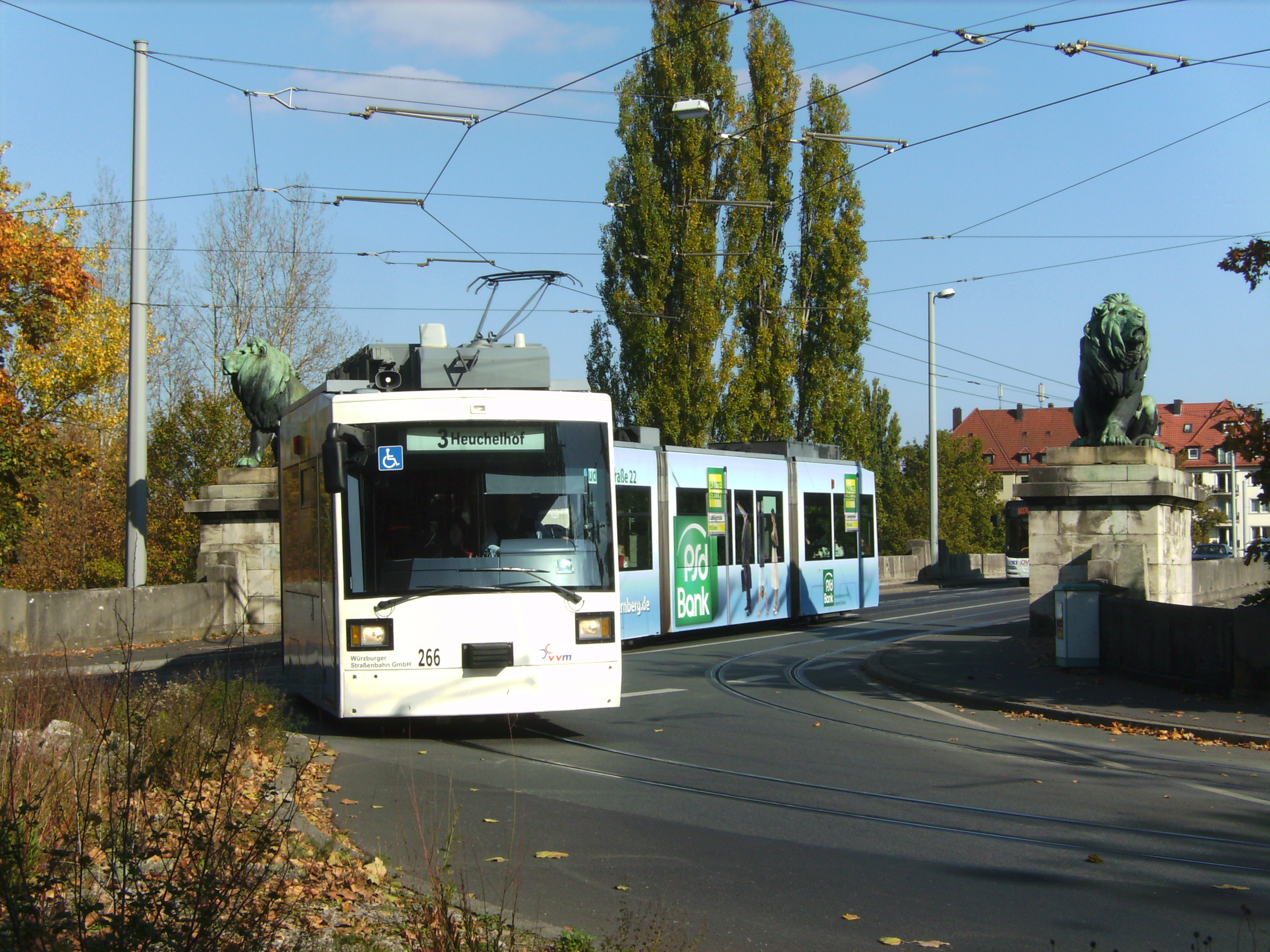
Tramway de Wurtzbourg.

La compagnie WSB (Würzburger Straßenbahn) exploite 5 lignes de tramway :
| Ligne | Terminus                                    | Durée du parcours |  |
| ----- | ------------------------------------------- | ----------------- |  |
| 1     | Grombühl – Sanderau                         | 20 minutes        |  |
| 2     | Hauptbahnhof (Gare principale) – Zellerau   | 14 minutes        |  |
| 3     | Hauptbahnhof (Gare principale) – Heuchelhof | 27 minutes        |  |
| 4     | Sanderau – Zellerau                         | 23 minutes        |  |
| 5     | Grombühl – Rottenbauer                      | 39 minutes        |  |

Par ailleurs, un réseau de bus, également exploité par la compagnie WSB, dessert l'ensemble de l'agglomération de Wurtzbourg.

## Éducation
- Friedrich-Koenig-Gymnasium
- Riemenschneider-Gymnasium
- Université de Wurtzbourg

## Sport
- Akademischer Ruderclub Wurtzbourg, club d'aviron.
- DJK Wurtzbourg, club sportif.
- Würzburger FV, club de football.
- Würzburger Residenzlauf, compétitions de course à pied se déroulant chaque printemps.

## Gastronomie
- Bäck : genre de bar à vin dans la région de Wurtzbourg.

## Personnages célèbres

### À Wurtzbourg sont nés
- 1220–1230 : Conrad de Wurtzbourg, un des Maîtres-chanteurs
- vers 1470 Matthias Grunewald, peintre, auteur du Retable d'Isenheim
- 1651 : Ferdinand Tobias Richter, organiste et compositeur
- 1749 : Georg Joseph Vogler (abbé Vogler), compositeur et théologien.
- 1796 : Philipp Franz von Siebold, médecin, explorateur du Japon et naturaliste.
- 1807 : Heinrich Ambros Eckert, peintre et lithographe allemand.
- 1817 : Rudolph von Freyberg-Eisenberg, ancien membre du Reichstag.
- 1826 : Carl Gegenbaur, zoologue, un des pères de la théorie de l'évolution.
- 1844 : Adolf Held, économiste.
- 1851 : Maximilian Joseph Bastelberger, médecin et entomologiste.
- 1859 : Richard Geigel, médecin.
- 1862 : Franz Schmitt, homme politique.
- 1874 : Hans Ritter von Seisser, colonel allemand.
- 1882 : Friedrich Dollmann, militaire allemand.
- 1883 : Gottfried Feder, idéologue nazi.
- 1886 : Otto von Oelhafen, Generalleutnant de la Ordnungspolizei (OrPo)
- 1887 : Lotte Kliebert, musicienne et professeure de musique
- 1890 : Alfred Jodl, général allemand, proche d'Adolf Hitler.
- 1895 : Oskar Paul Dirlewanger, SS-Oberführer, chef de la brigade Dirlewanger
- 1901 : Werner Heisenberg, physicien (prix Nobel en 1932).
- 1906 : Otto Sonnleitner, sculpteur.
- 1912 : Josef Neckermann, cavalier spécialiste du dressage.
- 1914 : Otto Weidinger, dernier commandant du 4e régiment « Der Führer » de la 2e Panzerdivision SS Das Reich, au cours de la Seconde Guerre mondiale.
- 1924 : Yehuda Amichaï (né Ludwig Pfeuffer), poète juif.
- 1924 : Fritz Koenig, sculpteur.
- 1933 : Reinhard W. Hoffmann, chimiste.
- 1953 : Thomas Bach, escrimeur, membre du CIO (1991-) et président du CIO (2013-) ; Michael Eichberger, juge du Tribunal constitutionnel fédéral allemand.
- 1956 : Waltraud Meier, soprano et mezzo-soprano connue notamment pour ses rôles wagnériens.
- 1964 : Gottfried von der Goltz, violoniste.
- 1969 : Sabine Bau, fleurettiste, championne olympique.
- 1971 : Duane Harden, chanteur américain.
- 1975 : Frank Baumann, footballeur.
- 1978 : Dirk Nowitzki, joueur de basket-ball.
- 1984 : Michael Müller, joueur de handball.
- 1987 : Simon Rösner, joueur de squash.
- 1992 : Maximilian Kleber, joueur de basket-ball.

### À Wurtzbourg ont vécu
- Burchard, évêque de Wurtzbourg au VIIIe siècle.
- Walther von der Vogelweide (vers 1170 - vers 1230), poète lyrique du Moyen Âge.
- Tilman Riemenschneider (vers 1460-1531), sculpteur.
- Johannes Trithemius (1462-1516), abbé, écrivain, alchimiste, savant, humaniste.
- Johann Balthasar Neumann (1687-1753), architecte.
- Giambattista Tiepolo (1696-1770), peintre.
- Rudolf Virchow (1821-1902), médecin pathologiste.
- Wilhelm Röntgen (1845-1923), physicien (prix Nobel en 1901).
- Hermann Zilcher (1881-1948), compositeur.
- Otto Weidinger (1914-1990), membre de la Waffen-SS.
- Theresia Winterstein-Seible, (1921-2007) artiste sinté victime du nazisme
- Karl Hillenbrand (1950-2014), prêtre catholique, vicaire général du diocèse de Wurtzbourg.

### À Wurtzbourg sont morts
- 994 : Léopold Ier de Babenberg :  premier margrave d'Autriche de la maison de Babenberg
- 1684 : Johann Conrad von Winterscheidt, né vers 1630, commandant de la ville de Wurtzbourg.
- 1742 : Sigismund Büttner, né en 1691, prêtre augustinien, philosophe et théologien allemand
- 1883 : Franz von Rinecker, né en 1811, pharmacologue.
- 1909 : Emy Gordon, écrivaine et militante catholique allemande.
- 1930 : Richard Geigel, médecin.
- 1963 : Werner Beumelburg
- 1988 : Franz Rauhut, romaniste et militant pacifiste allemand.

## Jumelages
- Settat (Maroc)
- Faribault (États-Unis) depuis 1949
- Les Allemands de  Trutnov (Tchéquie) depuis 1956
- Caen (France) depuis 1962
- Dundee (Écosse) depuis 1962
- Rochester (États-Unis) depuis 1966
- Mwanza (Tanzanie) depuis 1966
- Ōtsu (Japon) depuis 1979
- Salamanque (Espagne) depuis 1980
- Suhl (Allemagne) depuis 1988
- Umeå (Suède) depuis 1992
- Bray (Irlande) depuis 2000

## Plaques d'immatriculation
Les plaques d'immatriculation de Wurtzbourg sont représentées par la combinaison de lettres WÜ (photos)

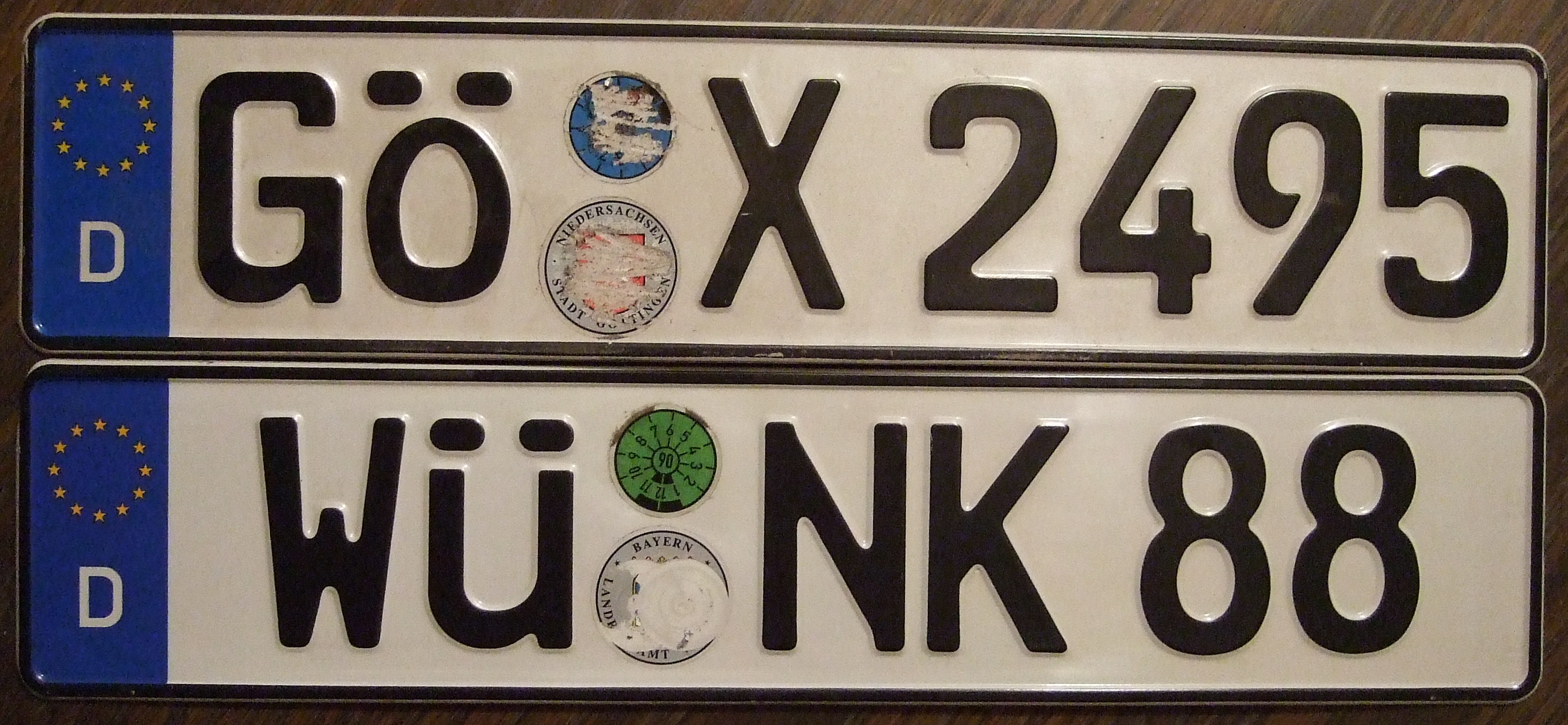
Plaque d'immatriculation moderne de Wurtzbourg (ci-dessus).
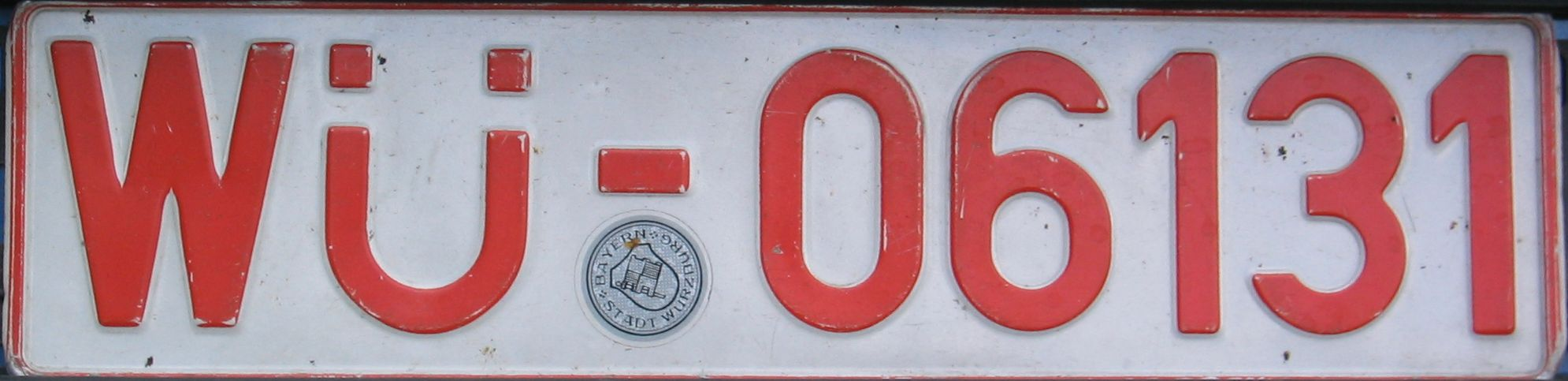
Ancien format d'une plaque d'immatriculation temporaire de Wurtzbourg (plaque DIN).

### Littérature
- Congress - Tourismus - Wirtschaft (une entreprise communale de la ville de Wurtzbourg) : Würzburg, Guide pour le visiteur. Wurtzbourg, 2007. Un prospectus et plan de la ville.